# Tricyclea bivittata
Tricyclea bivittata är en tvåvingeart som beskrevs av Charles Howard Curran 1927. Tricyclea bivittata ingår i släktet Tricyclea och familjen spyflugor. Inga underarter finns listade i Catalogue of Life.